# Фрідріх Ахілл (герцог Вюртемберг-Нойєнштадт)
Фрідріх Ахілл (нім. Friedrich Achilles; 5 травня 1591 — 30 грудня 1631) — герцог Вюртемберг-Нойєнштадтський в 1617—1631 роках.

## Життєпис
Походив з Вюртемберзького дому, гілки Монбельяр. Сьомий син Фрідріха I, графа Монбельяра, та Сибіли Ангальтської. Народився 1591 року в Монбельярі. У 1593 році його батько став герцогом Вюртембергу, тому Людвіг Фрідріх з родиною перебирається до Шттугарта, де здобув освіту в лицарській академії у Тюбінгені.
1608 року після смерті батька герцогство Вюртемберг успадкував старший брат Йоганн Фрідріх. Невдовзі разом з братом Людвігом Фрідріхом і іншими братами став наполягати на поділі родинних володінь. Він відбувся 1617 року, внаслідок чого Фрідріх Ахілл отримав замок Нойєнштадт з округою, титул герцога і щорічний пенсіон в 10 тис. гульденів.
У 1621 році, коли під час Тридцятирічної війни імператорська армія наблизилася до володінь Фрідріха Ахілла, він втік до Штутгарта. Повернувся до Ноєнштадта в 1628 році, де помер 1631 року. Поховано в колегіальнній церкві Штутгарта. Його володіння увійшли до Вюртемберзького герцогства.